# Орлея (река)
Орлея — река в Смоленской области России в Кардымовском районе. Правый приток Днепра. Пересекает Р134 «Старую Смоленскую дорогу» у деревни Фальковичи. Длина 34 км. Площадь водосборного бассейна — 93 км².
Исток у деревни Хотесловичи Кардымовского района на юго-востоке Духовщинской возвышенности, неподалёку от железнодорожной станции Присельская на линии Москва-Минск. Направление течения: юго-восток, юг, практически параллельно Хмости, Большому и Малому Вопцу. Устье к северо-востоку от деревни Титково.